# Gran Premio motociclistico di Thailandia 2019
Il Gran Premio motociclistico di Thailandia 2019 è stato la quindicesima gara in calendario del motomondiale 2019 e la seconda edizione nella storia di questo GP.
Si è disputata il 6 ottobre e le vittorie sono state di: Albert Arenas in Moto3, Luca Marini in Moto2 e Marc Márquez in MotoGP.

## MotoGP
Nella classe regina la spunta lo spagnolo Marc Márquez imponendosi ai danni del francese Fabio Quartararo; per lo spagnolo arriva anche la vittoria matematica dell'ottavo titolo iridato.

### Arrivati al traguardo
| Pos. | Nº | Pilota            | Squadra                     | Motocicletta       | Giri | Tempo     | Griglia | Punti |
| ---- | -- | ----------------- | --------------------------- | ------------------ | ---- | --------- | ------- | ----- |
| 1º   | 93 | Marc Márquez      | Repsol Honda                | Honda RC213V       | 26   | 39'36.223 | 3º      | 25    |
| 2º   | 20 | Fabio Quartararo  | Petronas Yamaha SRT         | Yamaha YZR-M1      | 26   | +0,171    | 1º      | 20    |
| 3º   | 12 | Maverick Viñales  | Monster Energy Yamaha       | Yamaha YZR-M1      | 26   | +1,380    | 2º      | 16    |
| 4º   | 4  | Andrea Dovizioso  | Ducati Team                 | Ducati Desmosedici | 26   | +11,218   | 7º      | 13    |
| 5º   | 42 | Álex Rins         | Suzuki Ecstar               | Suzuki GSX-RR      | 26   | +11,449   | 10º     | 11    |
| 6º   | 21 | Franco Morbidelli | Petronas Yamaha SRT         | Yamaha YZR-M1      | 26   | +14,466   | 4º      | 10    |
| 7º   | 36 | Joan Mir          | Suzuki Ecstar               | Suzuki GSX-RR      | 26   | +18,729   | 8º      | 9     |
| 8º   | 46 | Valentino Rossi   | Monster Energy Yamaha       | Yamaha YZR-M1      | 26   | +19,162   | 9º      | 8     |
| 9º   | 9  | Danilo Petrucci   | Ducati Team                 | Ducati Desmosedici | 26   | +23,425   | 5º      | 7     |
| 10º  | 30 | Takaaki Nakagami  | LCR Honda Idemitsu          | Honda RC213V       | 26   | +29,423   | 14º     | 6     |
| 11º  | 63 | Francesco Bagnaia | Pramac Racing               | Ducati Desmosedici | 26   | +30,103   | 15º     | 5     |
| 12º  | 35 | Cal Crutchlow     | LCR Honda Castrol           | Honda RC213V       | 26   | +33,216   | 13º     | 4     |
| 13º  | 44 | Pol Espargaró     | Red Bull KTM Factory Racing | KTM RC16           | 26   | +35,667   | 11º     | 3     |
| 14º  | 43 | Jack Miller       | Pramac Racing               | Ducati Desmosedici | 26   | +39,736   | 6º      | 2     |
| 15º  | 29 | Andrea Iannone    | Aprilia Racing Team Gresini | Aprilia RS-GP      | 26   | +40,038   | 16º     | 1     |
| 16º  | 88 | Miguel Oliveira   | Red Bull KTM Tech 3         | KTM RC16           | 26   | +40,136   | 17º     |       |
| 17º  | 53 | Esteve Rabat      | Reale Avintia Racing        | Ducati Desmosedici | 26   | +44,589   | 18º     |       |
| 18º  | 99 | Jorge Lorenzo     | Repsol Honda                | Honda RC213V       | 26   | +54,723   | 19º     |       |
| 19º  | 17 | Karel Abraham     | Reale Avintia Racing        | Ducati Desmosedici | 26   | +56,012   | 20º     |       |
| 20º  | 55 | Hafizh Syahrin    | Red Bull KTM Tech 3         | KTM RC16           | 26   | +1'01.431 | 22º     |       |

### Ritirati
| Nº | Pilota          | Squadra                     | Motocicletta  | Giri | Griglia |
| -- | --------------- | --------------------------- | ------------- | ---- | ------- |
| 41 | Aleix Espargaró | Aprilia Racing Team Gresini | Aprilia RS-GP | 17   | 12º     |
| 82 | Mika Kallio     | Red Bull KTM Factory Racing | KTM RC16      | 3    | 21º     |

## Moto2

### Arrivati al traguardo
| Pos. | Nº | Pilota                | Squadra                      | Motocicletta | Giri | Tempo     | Griglia | Punti |
| ---- | -- | --------------------- | ---------------------------- | ------------ | ---- | --------- | ------- | ----- |
| 1º   | 10 | Luca Marini           | SKY Racing Team VR46         | Kalex        | 24   | 38'40.882 | 4º      | 25    |
| 2º   | 41 | Brad Binder           | Red Bull KTM Ajo             | KTM          | 24   | +2,296    | 12º     | 20    |
| 3º   | 27 | Iker Lecuona          | American Racing KTM          | KTM          | 24   | +2,544    | 10º     | 16    |
| 4º   | 40 | Augusto Fernández     | Flexbox HP 40                | Kalex        | 24   | +2,585    | 6º      | 13    |
| 5º   | 73 | Álex Márquez          | EG 0,0 Marc VDS              | Kalex        | 24   | +2,919    | 1º      | 11    |
| 6º   | 88 | Jorge Martín          | Red Bull KTM Ajo             | KTM          | 24   | +6,839    | 3º      | 10    |
| 7º   | 12 | Thomas Lüthi          | Dynavolt Intact GP           | Kalex        | 24   | +12,500   | 8º      | 9     |
| 8º   | 11 | Nicolò Bulega         | SKY Racing Team VR46         | Kalex        | 24   | +13,669   | 9º      | 8     |
| 9º   | 35 | Somkiat Chantra       | Idemitsu Honda Team Asia     | Kalex        | 24   | +14,622   | 13º     | 7     |
| 10º  | 72 | Marco Bezzecchi       | Red Bull KTM Tech 3          | KTM          | 24   | +14,726   | 17º     | 6     |
| 11º  | 33 | Enea Bastianini       | Italtrans Racing             | Kalex        | 24   | +14,873   | 11º     | 5     |
| 12º  | 87 | Remy Gardner          | Onexox TKKR SAG              | Kalex        | 24   | +15,952   | 5º      | 4     |
| 13º  | 5  | Andrea Locatelli      | Italtrans Racing             | Kalex        | 24   | +16,095   | 15º     | 3     |
| 14º  | 23 | Marcel Schrötter      | Dynavolt Intact GP           | Kalex        | 24   | +16,603   | 14º     | 2     |
| 15º  | 45 | Tetsuta Nagashima     | Onexox TKKR SAG              | Kalex        | 24   | +17,147   | 2º      | 1     |
| 16º  | 77 | Dominique Aegerter    | MV Agusta Idealavoro Forward | MV Agusta F2 | 24   | +18,707   | 22º     |       |
| 17º  | 9  | Jorge Navarro         | Beta Tools Speed Up          | Speed Up     | 24   | +20,985   | 21º     |       |
| 18º  | 21 | Fabio Di Giannantonio | Beta Tools Speed Up          | Speed Up     | 24   | +23,103   | 18º     |       |
| 19º  | 96 | Jake Dixon            | Gaviota Ángel Nieto Team     | KTM          | 24   | +25,393   | 27º     |       |
| 20º  | 64 | Bo Bendsneyder        | NTS RW Racing GP             | NTS          | 24   | +27,715   | 25º     |       |
| 21º  | 2  | Jesko Raffin          | NTS RW Racing GP             | NTS          | 24   | +34,863   | 23º     |       |
| 22º  | 65 | Philipp Öttl          | Red Bull KTM Tech 3          | KTM          | 24   | +35,014   | 28º     |       |
| 23º  | 47 | Adam Norrodin         | Petronas Sprinta Racing      | Kalex        | 24   | +58,666   | 32º     |       |
| 24º  | 20 | Dimas Ekky Pratama    | Idemitsu Honda Team Asia     | Kalex        | 24   | +1'18.435 | 29º     |       |
| 25º  | 7  | Lorenzo Baldassarri   | Flexbox HP 40                | Kalex        | 23   | + 1 giro  | 19º     |       |

### Ritirati
| Nº | Pilota          | Squadra                      | Motocicletta | Giri | Griglia |
| -- | --------------- | ---------------------------- | ------------ | ---- | ------- |
| 18 | Xavier Cardelús | Gaviota Ángel Nieto Team     | KTM          | 23   | 31º     |
| 22 | Sam Lowes       | Federal Oil Gresini          | Kalex        | 17   | 16º     |
| 54 | Mattia Pasini   | Tasca Racing                 | Kalex        | 13   | 26º     |
| 3  | Lukas Tulovic   | Kiefer Racing                | KTM          | 12   | 30º     |
| 97 | Xavi Vierge     | EG 0,0 Marc VDS              | Kalex        | 10   | 7º      |
| 62 | Stefano Manzi   | MV Agusta Idealavoro Forward | MV Agusta F2 | 5    | 20º     |
| 16 | Joe Roberts     | American Racing KTM          | KTM          | 2    | 24º     |

## Moto3

### Arrivati al traguardo
| Pos. | Nº | Pilota              | Squadra                    | Motocicletta  | Giri | Tempo     | Griglia | Punti |
| ---- | -- | ------------------- | -------------------------- | ------------- | ---- | --------- | ------- | ----- |
| 1º   | 75 | Albert Arenas       | Gaviota Ángel Nieto Team   | KTM RC 250 GP | 22   | 38'09.383 | 3º      | 25    |
| 2º   | 48 | Lorenzo Dalla Porta | Leopard Racing             | Honda NSF250R | 22   | +0,231    | 10º     | 20    |
| 3º   | 21 | Alonso López        | Estrella Galicia 0,0       | Honda NSF250R | 22   | +0,322    | 5º      | 16    |
| 4º   | 42 | Marcos Ramírez      | Leopard Racing             | Honda NSF250R | 22   | +0,459    | 2º      | 13    |
| 5º   | 7  | Dennis Foggia       | SKY Racing Team VR46       | KTM RC 250 GP | 22   | +0,666    | 12º     | 11    |
| 6º   | 13 | Celestino Vietti    | SKY Racing Team VR46       | KTM RC 250 GP | 22   | +1,166    | 1º      | 10    |
| 7º   | 27 | Kaito Toba          | Honda Team Asia            | Honda NSF250R | 22   | +1,228    | 4º      | 9     |
| 8º   | 82 | Stefano Nepa        | Reale Avintia Arizona 77   | KTM RC 250 GP | 22   | +6,971    | 23º     | 8     |
| 9º   | 25 | Raúl Fernández      | Gaviota Ángel Nieto Team   | KTM RC 250 GP | 22   | +9,095    | 16º     | 7     |
| 10º  | 14 | Tony Arbolino       | VNE Snipers                | Honda NSF250R | 22   | +9,145    | 9º      | 6     |
| 11º  | 12 | Filip Salač         | Redox PrüstelGP            | KTM RC 250 GP | 22   | +9,629    | 14º     | 5     |
| 12º  | 84 | Jakub Kornfeil      | Redox PrüstelGP            | KTM RC 250 GP | 22   | +9,559    | 15º     | 4     |
| 13º  | 54 | Riccardo Rossi      | Kömmerling Gresini         | Honda NSF250R | 22   | +11,174   | 20º     | 3     |
| 14º  | 11 | Sergio García       | Estrella Galicia 0,0       | Honda NSF250R | 22   | +14,024   | 21º     | 2     |
| 15º  | 76 | Makar Yurchenko     | BOE Skull Rider Mugen Race | KTM RC 250 GP | 22   | +21,043   | 17º     | 1     |
| 16º  | 32 | Davide Pizzoli      | Mugen Race                 | KTM RC 250 GP | 22   | +23,306   | 26º     |       |
| 17º  | 3  | Kevin Zannoni       | SIC58 Squadra Corse        | Honda NSF250R | 22   | +23,777   | 29º     |       |
| 18º  | 22 | Kazuki Masaki       | BOE Skull Rider Mugen Race | KTM RC 250 GP | 22   | +23,866   | 27º     |       |
| 19º  | 53 | Deniz Öncü          | Red Bull KTM Ajo           | KTM RC 250 GP | 22   | +55,804   | 25º     |       |
| 20º  | 40 | Darryn Binder       | CIP Green Power            | KTM RC 250 GP | 22   | +1'05.873 | 28º     |       |

### Non classificati
| Nº | Pilota       | Squadra                     | Motocicletta  | Giri | Griglia |
| -- | ------------ | --------------------------- | ------------- | ---- | ------- |
| 16 | Andrea Migno | Mugen Race                  | KTM RC 250 GP | 22   | 7º      |
| 44 | Arón Canet   | Sterilgarda Max Racing Team | KTM RC 250 GP | 18   | 6º      |

### Ritirati
| Nº | Pilota             | Squadra                 | Motocicletta  | Giri | Griglia |
| -- | ------------------ | ----------------------- | ------------- | ---- | ------- |
| 79 | Ai Ogura           | Honda Team Asia         | Honda NSF250R | 21   | 24º     |
| 69 | Tom Booth-Amos     | CIP Green Power         | KTM RC 250 GP | 21   | 22º     |
| 10 | Julian Jose Garcia | VNE Snipers             | Honda NSF250R | 18   | 19º     |
| 71 | Ayumu Sasaki       | Petronas Sprinta Racing | Honda NSF250R | 15   | 18º     |
| 24 | Tatsuki Suzuki     | SIC58 Squadra Corse     | Honda NSF250R | 9    | 11º     |
| 17 | John McPhee        | Petronas Sprinta Racing | Honda NSF250R | 7    | 13º     |